# Rhizotrochus tuberculatus
Espèce
Statut CITES
Rhizotrochus tuberculatus est une espèce de coraux appartenant à la famille des Flabellidae.